# Мониторинг оксигенации головного мозга
Мониторинг оксигенации головного мозга — является важнейшим компонентом нейромониторинга больных с внутричерепными кровоизлияниями, находящихся в критическом состоянии. К методам оценки оксигенации и метаболизма головного мозга относят: определение насыщения гемоглобина кислородом в яремной вене, прямое определение напряжения кислорода в ткани мозга, церебральную оксиметрию и микродиализ вещества головного мозга.

## Югулярная оксиметрия
Метод югулярной (яремной) оксиметрии основан на определении насыщения гемоглобина кислородом в оттекающей от головного мозга венозной крови. Датчик для измерения SvjO2 устанавливают ретроградно в луковицу внутренней яремной вены. Можно использовать как обычный катетер для катетеризации центральных вен, так и специальный фиброоптический катетер. Установка центрального венозного катетера позволяет измерять SvjO2 дискретно в пробах крови, забираемых несколько раз в сутки.
Показатель SvjO2 отражает взаимоотношения между доставкой и потреблением кислорода в головном мозге.
Нормальными считают показатели SvjO2, находящиеся в пределах 55 %-75 % при условии достаточной оксигенации артериальной крови. Таким образом, нормальные значения коэффициента экстракции кислорода для головного мозга составляют 25 — 45 %. Снижение насыщения гемоглобина кислородом в оттекающей от мозга крови является одним из первых признаков развивающейся церебральной ишемии. Уровень SvjO2 ниже 55 % считается проявлением выраженной ишемии головного мозга. При снижении SvjO2 ниже 45 % появляются симптомы спутанности сознания, а при уровне 24 % и менее происходит утрата сознания. Наиболее частыми причинами эпизодов десатурации являются низкое ЦПД, внутричерепная гипертензия¸ гипервентиляция, вазоспазм, анемия и гипоксемия.
Увеличение SvjO2 выше 75 % (O2ER менее 25 %) может свидетельствовать о развитии гиперемии головного мозга. Под гиперемией понимают избыточный объёмный мозговой кровоток (более 60 мл на 100 грамм вещества мозга в минуту) (феномен «роскошной перфузии»). Однако для более точной диагностики гиперемии необходимо в совокупности оценивать уровень ВЧД и объёмную скорость мозгового кровотока (при гиперемии будет отмечаться увеличение ВЧД и объёмного МК). Необходимо учитывать, что SvjO2 может повышаться при наличии патологического артерио-венозного сброса (например, при артерио-венозных мальформациях и травматическом каротидно-кавернозном соустье), значительном увеличении фракции кислорода во вдыхаемой смеси, выраженном ограничении кровотока в ишемизированных областях головного мозга, смерти мозга.

## Прямое определение напряжения кислорода в веществе головного мозга (РbrO2)
Измерение напряжения кислорода в веществе мозга осуществляется контактными датчиками двух различных типов: датчик (электрод) Кларка и флуоресцентный датчик.
Метод определения напряжения кислорода при помощи полярографического электрода Кларка непосредственно в веществе головного мозга был впервые описан в 50-х годах прошлого столетия. Принцип оценки оксигенации основан на раздельной установке полярографического электрода и дополнительного температурного датчика в вещество мозга. Измерение температуры необходимо для нормирования (приведение к единой системе координат) показателей оксигенации при различных клинических состояниях, поскольку уровень температуры тканей напрямую влияет на потребление кислорода. Принцип полярографического метода измерения основан на свободной диффузии кислорода в тонкую полиэтиленовую трубку датчика, заполненного электролитом, через О2-проницаемую мембрану. Кислород, перешедший в электролит датчика, запускает химическую реакцию с формированием гидроксильных ионов двух металлических нитей (золото + серебро), составляющих основу датчика. Данная реакция порождает слабый гальванический ток, величина которого прямо пропорциональна концентрации кислорода, поступившего в электролит.
Принцип, лежащий в основе флуоресцентного датчика измерения PbrO2, кардинально иной и основывается на измерении с помощью фотодиода тушения флуоресценции солей рутения в среде фенолового красного под воздействием кислорода, поступающего свободной диффузией внутрь трубки датчика. Уровень флуоресцентного свечения при этом обратно пропорционален концентрации кислорода, поступившего в датчик.
Показатель PbrO2 соответствует напряжению кислорода во внеклеточном пространстве и отражает соотношение между доставкой и потреблением кислорода тканями. В метаболически активной ткани существует градиент между артериальным и венозным концом капилляра, отражающий экстракцию кислорода тканью. В нормальных условиях концентрация кислорода в венозном конце капилляра и внеклеточном пространстве мозга практически одинакова и PbrO2 отражает напряжение кислорода в венозном конце капилляра. Нормальные значения PbrO2 составляют 25-48 мм рт.ст. при напряжении кислорода в артериальной крови 80-120 мм рт.ст. Критически низкими значениями PbrO2 считают 8-15 мм рт.ст. Снижение PbrO2 ниже 10 мм рт. ст. значительно увеличивает риск развития летального исхода.
Наиболее важно добиваться контроля PbrO2 в зоне, примыкающей к месту первичного повреждения (penumbra), так как основной целью интенсивной терапии является улучшение оксигенации именно этих отделов мозга. Определение напряжения кислорода в веществе мозга имеет важное значение в подборе уровня центрального перфузионного давления и определении резервов ауторегуляции мозгового кровотока.
Следует учитывать, что методика прямого измерения оксигенации является регионарной, и полученные результаты следует оценивать только в совокупности с данными о глобальной оксигенации головного мозга, полученными при югулярной оксиметрии. Напряжение кислорода в веществе мозга может зависеть от расположения датчика. Смещение его к корковым отделам или нахождение рядом с крупной артериолой может привести к завышению показателя PbrO2.

## Церебральная оксиметрия (rSO2)
Церебральная оксиметрия является неинвазивным методом оценки регионарной оксигенации головного мозга. Принцип методики основан на регистрации инфракрасного излучения ближней области (длина волны 730 и 810 нм) двумя фотодиодами. Этот специальный технический прием — разделение фотодиодов — используют для регистрации сигнала от мозга, не смешанного с сигналами от экстрацеребральных тканей. Оксигемоглобин и дезоксигемоглобин поглощают инфракрасное излучение с разной длиной волны. Так как в корковых отделах головного мозга 70-80 % крови является венозной, то показания церебрального оксиметра отражают, в основном, насыщение кислородом гемоглобина венозной крови мозга. Датчик церебрального оксиметра располагают на коже лобной области на границе волосистой части головы. После подключения датчика к прибору на экран в постоянном режиме выводится показатель rSO2.
Используют как одноканальные, так и двухканальные церебральные оксиметры. Как и для SvjO2 нормальные значения rSO2 находятся в пределах 55 %-75 % при условии нормальной оксигенации артериальной крови. Уровень rSO2 ниже 55 % расценивают как проявление ишемии, а выше 75 % как развитие гиперемии головного мозга. Однако, как и в случае с югулярной оксиметрией, для точной установки диагноза гиперемии необходимо в совокупности оценивать уровень внутричерепного давления и объёмную скорость мозгового кровотока. Следует учитывать, что показатели rSO2 также могут увеличиваться при наличии патологического артерио-венозного сброса и увеличении фракции кислорода во вдыхаемой смеси.
Основным преимуществом церебральной оксиметрии перед другими методами оценки церебральной оксигенации является неинвазивность. Этот простой в использовании метод позволяет осуществлять контроль за регионарной оксигенацией головного мозга при проведении различных кратковременных манипуляций (интубация трахеи, трахеостомия, санация трахеобронхиального дерева, фибробронхоскопия).
Использование методики ограничивает большое количество артефактов из-за диспозиции датчиков и примеси экстрацеребральной крови, в связи с чем в настоящее время церебральная оксиметрия практически не используется для мониторинга оксигенации головного мозга у больных со внутричерепными кровоизлияниями, находящихся в критическом состоянии.